# أبو طيلون آسيوي
أبو طيلون آسيوي (الاسم العلمي: Abutilon guineense) هو نوع من النباتات يتبع جنس الأبو طيلون من الفصيلة الخبازية.